# MajiでKoiする5秒前/とまどい
『MajiでKoiする5秒前／とまどい』（マジでコイするごびょうまえ／とまどい）は、広末涼子の1作目のシングル。

## 概要
デビュー曲の作詞・作曲・プロデュースを竹内まりやが手掛けた。
「MajiでKoiする5秒前」「とまどい」共にミュージック・ビデオが制作されている。「とまどい」は、神奈川県川崎市多摩区稲田堤の多摩川の川岸で撮影された。
2017年11月27日放送の『しゃべくり007』にゲスト出演した際に今でもこの曲を歌うのかと問われた広末は「全く歌わない」と答えた。理由として「恥ずかしい」と答えた。また、歌手デビューにあたって歌のレッスンはまったくしていなかったことも告白した。竹内や岡本真夜、広瀬香美らがレコーディングに立ち会い、アドバイスを受けながら歌っていたという。
2020年6月10日にアナログ盤が発売された。

## 収録曲
全作詞・作曲：竹内まりや
1. MajiでKoiする5秒前［4:19］
  - 編曲：藤井丈司　ストリングス編曲：服部隆之
  - NTTドコモ「ポケベル」CMソング
  - フジテレビ系ドラマ『木曜の怪談'97 悪霊学園』主題歌
  - タイトルは、当時の若者言葉の「MK5（マジで切れる5秒前）」をもじったもの[3]。
  - 「イギー・ポップの『ラスト・フォー・ライフ（英語版）』とリズムパターンがほぼ同じ」と指摘されている[4]。
2. とまどい［4:48］
  - 編曲：十川知司
  - 日本テレビ系『TVおじゃマンボウ』エンディングテーマ
3. MajiでKoiする5秒前（カラオケ）［4:19］※8cmCDのみ
4. とまどい（カラオケ）［4:48］※8cmCDのみ

## カバー

### 竹内まりや
2013年発売の竹内のデビュー35周年記念コンピレーション・アルバム『Mariya's Songbook』の初回盤限定ボーナス・トラックに、竹内によるデモ音源が収録され、2019年発売の40周年記念アルバム『Turntable』にセルフカバー音源が収録された。また、『Turntable』発売を記念したショートムービーの第3話の主演を広末が務めている。
CDに収録される前には、竹内の夫・山下達郎のラジオ番組『サンデー・ソングブック』（TFM系）で、カラオケ・ヴァージョンに竹内のボーカルを乗せたものが放送されたことがあった。
2001年にアルバム『Bon Appetit!』で「とまどい」をセルフカバーしている。

### その他のアーティスト
- Umika as Yamako（2010年） - ファントム・フィルム配給映画『私の優しくない先輩』の主題歌として、川島海荷がUmika as Yamako名義で「MajiでKoiする5秒前」をカバー[7][8]。
- 指原莉乃 with アンリレ（2012年） - シングル「意気地なしマスカレード」(Type-B)に「MajiでKoiする5秒前」のカバーを収録[9]。
- 吉川友（2012年） - カバー・アルバム『ボカリスト?』に「MajiでKoiする5秒前」のカバーを収録[10]。
- アイコ（福田愛依）（2018年） - テレビアニメ『その時、カノジョは。』のエンディングテーマとしてカバー[11]。
- 銀杏BOYZ（2021年） - 12インチアナログシングル『GOD SAVE THE わーるど』のB面に収録。男性ボーカルによるカバーの発売は初めてだった。
- 高木さん（高橋李依）（2022年） - スマートフォンゲーム『からかい上手の高木さん キュンキュンレコーズ』に「MajiでKoiする5秒前」のカバーを収録。
- 架乃ゆら（2022年） - 配信番組『のぞき見ちゃんねる』内でミュージックビデオも含めカバーし、配信した[12]。
- The Biscats （2023年） - カバーアルバム『J-BOP SUMMER』に「Majiで恋する5秒前」のカバーを収録[13]。